# The Monist
The Monist : An International Quarterly Journal of General Philosophical Inquiry est une revue académique philosophique trimestrielle à comité de lecture fondée en octobre 1890 par Edward C. Hegeler (en). Après avoir cessé de paraître en 1936, la revue est de nouveau publiée depuis 1962. Chaque numéro contient des articles portant sur un sujet unique et pré-annoncé.
Le poste de rédacteur en chef du journal a été notamment occupé par Paul Carus (1890-1919), Mary Hegeler Carus (1919–1936), Eugene Freeman (1962–1983), John Hospers (1983–1991), Barry Smith (université de Buffalo, 1992-2016) et Fraser MacBride (université de Manchester, depuis 2017). Depuis janvier 2015, la revue est publiée par l'Oxford University Press pour le compte du Hegeler Institute.